# Marthe (film)
Pour les articles homonymes, voir Marthe.
Pour plus de détails, voir Fiche technique et Distribution.
Marthe est un  film français réalisé par Jean-Loup Hubert en 1997.

## Synopsis
Blessé dans les tranchées en Argonne au début de l'automne 1915, durant la Première Guerre mondiale, Simon est transféré loin du front, notamment dans un centre de convalescence situé au bord de la mer (le sanatorium de Pen-Bron, Loire-Atlantique). Durant cette période de répit, il fait la connaissance de Marthe, une jeune institutrice dont il tombe amoureux.

## Fiche technique
- Titre : Marthe
- Réalisateur : Jean-Loup Hubert, assisté de Régis Musset
- Scénariste :  Jean-Loup Hubert
- Date de sortie : 29 octobre 1997
- Genre : drame

## Distribution
- Clotilde Courau : Marthe
- Guillaume Depardieu : Simon
- Bernard Giraudeau : le colonel
- Thérèse Liotard : Rose Bireau
- Gérard Jugnot : Henri
- Serge Riaboukine : Lucien
- Romuald Groult : le bleu
- Loïc Corbery : Pierrot
- Mathias Jung : Gauthier
- Cerise Leclerc : la sœur de Pauline
- Bruno Slagmulder : Martin
- Raoul Couturier : le passeur
- Franck Fischer : Soldat 1
- Hervé Breuil : soldat 2
- Kader Boukhanef : Mouloud
- Jean-Marie Bonk : le pianiste
- Yann Tarcelin : blessé
- Frédéric Vittet : blessé du fond de la camionnette
- Albert Bolzon : soldat 3
- Jean-Marc Loubier : le soldat amputé
- Cédric Boutouil : Soldat 4
- Pauline Hubert : Thérèse
- Albert Delpy : Adjudant " Gros Q"